# Cerodontha beigerae
Cerodontha beigerae är en tvåvingeart som beskrevs av Nowakowski 1972. Cerodontha beigerae ingår i släktet Cerodontha och familjen minerarflugor. Inga underarter finns listade i Catalogue of Life.